# Cryptolestes pusillus
Cryptolestes pusillus är en skalbaggsart som först beskrevs av Carl Johan Schönherr 1817.  Cryptolestes pusillus ingår i släktet Cryptolestes och familjen ritsplattbaggar. Arten är tillfälligt reproducerande i Sverige. Inga underarter finns listade i Catalogue of Life.

## Bildgalleri

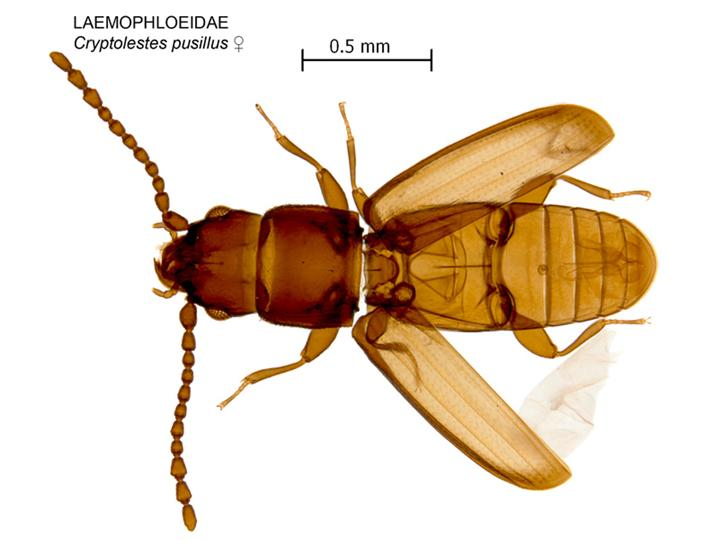